# Freddy Svane
Freddy Svane (født 31. juli 1957 i Errindlev på Lolland) er en dansk diplomat. Han har været ambassadør i Japan og Indien i sammenlagt 17 år fra 2005 til 2024. 2008-2010 var han direktør for Landbrugsrådet. Han var dansk ambassadør i Indien under den diplomatiske krise som følge af Niels Holck-sagen.

## Levnedsløb

### Opvækst og uddannelse
Freddy Svane blev født sammen med sin tvillingebror Michael Svane i 1957 i familiens hjem i Errindlev på Lolland som sønner af Gerda og Hans Svane. Moren arbejdede ved politiet i Rødbyhavn, mens faren, der var uddannet mejerist, havde været en del år i landbruget og derefter blandt andet var ansat på Danhotel i Rødbyhavn. Familien boede i Errindlev, indtil tvillingerne skulle begynde i anden klasse, hvor den flyttede til Rødby. Her gik drengene i Rødby Skole og derefter på Maribo Gymnasium, hvorfra de blev studenter i 1977. De har siden fortalt, at de fulgtes ad til næsten alt i deres barndom, gik på samme fodboldhold og i samme klasser, og aldrig blev kaldt andet end "svanerne". Efter studentereksamen var de enige om, at de måtte lave noget hver for sig og trak derfor lod om, hvad de skulle studere. Lodtrækningen afgjorde, at Michael kom til at læse jura og Freddy historie. Freddy fulgte derfor historiestudiet ved Københavns Universitet, hvorfra han blev cand.phil. i 1981.

### Karriere
Året efter gik Svane ind i den danske udenrigstjeneste og havde en række forskellige hverv, indtil han i årene 2000-2003 midlertidigt forlod tjenesten for at arbejde som økonomisk konsulent i A.P. Møller. I 2004 genindtrådte han i udenrigstjenesten som kontorchef i Danmarks Eksportråd, og 2005-2008 var han Danmarks ambassadør i Japan. 2008-2010 forlod han igen diplomatkarrieren for at blive direktør for Landbrugsrådet. 2010-2015 var han Danmarks ambassadør i Indien, Bhutan, Sri Lanka og Maldiverne. 2015-2019 var han igen ambassadør i Japan og 2019-2024 for anden gang ambassadør i Indien mv.
Svane var ambassadør i Indien under den store dansk-indiske konflikt om udlevering af danskeren Niels Holck til Indien, og en stor del af hans arbejde gik med at bedre forholdet til den asiatiske stormagt. Mens han var i Indien, betjente han sig sommetider af utraditionelle metoder og har selv begrundet det med, at hvis man vil gøre sig gældende i verdens folkerigesta land, må man have indiske armbevægelser. Han yndede at udtale reklameagtige en-linje-slogans om sig selv og sine holdninger, som blandt diplomaterne blev benævnt "Freddy'ismer", i stil med: "No teaching, no preaching" og "Freddy is ready".
Efter sin afgang fra diplomatiet rådgiver Svane virksomheder i grøn omstilling på globalt niveau, særligt med henblik på Indien. Sammen med sin tvillingebror er han medlem af "Business Lolland-Falsters Ambassadørkorps".

### Privatliv
Svane blev i 1984 gift med Lise Strøjer Frederiksen, der er jurist. Parret har fire børn.